# William Tannen (acteur)
William Tannen (New York, 17 november 1911 – Los Angeles, 2 december 1976) was een Amerikaanse acteur.

## Biografie
Tannen werd geboren op 17 november 1911 in New York als zoon van Beatrice Muhlemen en acteur Julius Tannen. In de jaren dertig en veertig was hij onder contract bij Metro-Goldwyn-Mayer, waar hij aanvankelijk een figurantenrol had als "MGM misdaadverslaggever" in de reeks Crime Does Not Pay-kortfilms. Daarna groeide hij door naar bijrollen in tientallen langspeelfilms van MGM.
Nadat de studio in 1948 zijn personeelsbestand had teruggebracht, begon Tannen als freelancer voor andere studio's te werken, maar bleef hij het volgende decennium opdrachten voor MGM uitvoeren. Televisiekijkers uit de jaren vijftig herkenden Tannen van zijn rol als hulpsheriff Hal Norton in 56 afleveringen van de western-televisieserie The Life and Legend of Wyatt Earp. Hij speelde ook diverse gastrollen in televisieseries zoals The Roy Rogers Show, The Lone Ranger, Rawhide, The Virginian, Perry Mason en Bonanza. Zijn laatste optreden was een gastrol in een aflevering uit 1970 van de televisieserie The Young Lawyers. Kort daarna stopte hij met acteren.
In augustus 1935 trouwde hij met actrice Donrue Leighton. Een jaar later was het paar alweer gescheiden. In juli 1948 trouwde hij met danseres Ruth Eddings. Hij overleed op 2 december 1976 in Woodland Hills op 65-jarige leeftijd.